# Jens Søndergaard
Jens Andersen Søndergaard (født 4. oktober 1895 i Øster Assels, Mors, død 21. maj 1957 i Skovshoved) var en dansk maler. Han er far til maleren Anelise Søndergaard.
Jens Søndergård lagde ud med at være malersvend, men ved siden af prøvede han at slå igennem som kunster. Det skete ret hurtigt, og han lagde det almindelige malerjob bag sig. Han var specielt interesseret i det hektiske bybillede og afbildede det ofte på en måde, som forstærkede byens vilde stemning. Men han malede også portrætter og modelbilleder.
Faderen Anders Søndergaard var først maler, men åbnede senere en cykelforretning i Hurup, Thy. Efter skolen kom Jens i lære som maler. Efter afsluttet læretid blev han optaget på Aarhus tekniske Skole og blev i 1916 indskrevet på Kunstakademiet i København, hvor han fik Malthe Engekstad som lærer.
I 1919 debuterede Jens Søndergaard på Kunstnernes Efterårsudstilling og opnåede året efter at kunne præsentere sin første separate udstilling. I 1926 rejste han til Paris, Sydfrankrig og Italien. Samme år blev han medlem af Grønningen og udstillede dér indtil sin død. I 1931 modtog han Eckersberg Medaillen og 1946 Thorvaldsen Medaillen. Han opnåede også – som den første dansker – at få overrakt den amerikanske Guggenheim Pris i 1956.
I Bovbjerg ligger Jens Søndergaards Museum. Museet, der er en afdeling af Lemvig Museum, ligger yderst på skrænten mod Vesterhavet og er indrettet i et mindre træhus, der fra 1930 tjente som Jens Søndergaards sommerhus og atelier. Også Heltborg Museum har en større samling af Jens Søndergaards billeder.
Han er begravet på Ordrup Kirkegård.